# Микишівка
Мики́шівка (до 1951 року — хутір Микитівка) — село в Україні, у Сорокинській міській громаді Довжанського району Луганської області. Населення становить 91 осіб.

## Географія
Географічні координати: 48°14' пн. ш. 39°57' сх. д. Часовий пояс — UTC+2. Загальна площа села — 1,437 км². Довжина Микишівки з півночі на південь — 1,2 км, зі сходу на захід — 0,65 км.
Село розташоване у східній частині Донбасу за 14 км від адміністративного центру громади — міста Сорокине. Через село протікає річка Велика Кам'янка.

## Історія
Хутір Микитівка заснований у 1815 році. Статус села та назву Микишівка хутір отримав у 1951 році.
12 червня 2020 року, відповідно до Розпорядження Кабінету Міністрів України № 717-р «Про визначення адміністративних центрів та затвердження територій територіальних громад Луганської області», увійшло до складу Сорокинської міської громади.
17 липня 2020 року, в результаті адміністративно-територіальної реформи та ліквідації  Сорокинського району, увійшло до складу новоутвореного Довжанського району.

## Населення
За даними перепису 2001 року населення села становило 91 особу, з них 3,3% зазначили рідною мову українську, 96,7% — російську.